# Vena cava inferiore
La Vena cava inferiore drena il sangue refluo proveniente dalle regioni sotto-diaframmatiche del corpo per convogliarlo nell'atrio destro del cuore. Essa presenta una lunghezza media di 22 cm, un diametro di circa 30 mm e una struttura di tipo propulsivo.

## Origine e Topografia
La vena cava inferiore origina nella cavità addominale a livello di L5 per diretta confluenza delle due vene iliache comuni a destra della linea mediana. Ascende accostandosi al margine destro delle vertebre lombari ricoperta dal peritoneo parietale e, giunta all'altezza della porzione orizzontale del duodeno, incrocia la radice del mesentere e l'arteria genitale destra. Subito al di sopra di tale punto, la vena cava inferiore va a costituire la parete posteriore di un importante punto di comunicazione tra la borsa omentale e la cavità peritoneale: il forame epiploico di Winslow. Si porta quindi anteriormente per prendere intimamente rapporto con una fossa scavata nella parete dorsale del fegato (fossa della vena cava inferiore).
Entra nella cavità toracica attraverso un orifizio situato tra la "foglia" anteriore e destra del centro tendineo frenico penetrando nel sacco pericardico e terminando infine sulla faccia postero-inferiore dell'atrio destro del cuore.
Seppur presentando caratteristiche di vaso propulsivo, la vena cava inferiore presenta un'unica valvola a livello della sua terminazione: la valvola di Eustachio. Quest'ultima rappresenta un dispositivo importante soprattutto nell'ambito della circolazione fetale in quanto direziona il sangue ossigenato materno verso il forame ovale e, perciò, direttamente nell'atrio destro del cuore per passare nella grande circolazione arteriosa.

## Vasi affluenti
I rami affluenti della vena cava inferiore possono essere suddivisi in rami parietali e rami viscerali:

### Rami parietali
- vene lombari
- vene freniche inferiori

### Rami viscerali
- vene renali
- vene surrenali (destra)
- vene genitali (destra)
- vene epatiche

## Anatomia e anormalità
L'anatomia della vena cava inferiore (IVC) può presentare alcune anomalie nell'8,7% della popolazione mondiale. Queste variazioni possono verificarsi durante la sua genesi, che corrisponde al periodo tra la quarta e l'ottava settimana di gestazione, a causa della complessità della formazione dei vasi. In particolare, l'IVC è composta da quattro segmenti generati dalle anastomosi di vari vasi: epatico, surrenale, renale e infrarenale. Il segmento epatico deriva dalla vena vitellina, mentre il segmento surrenale comprende una sezione della vena subcardinale destra che non subisce regressione. Il segmento renale si forma tramite anastomosi delle vene suprasubcardinale e postsubcardinale destra, mentre il segmento infrarenale origina dalla vena supracardinale destra. Le vene subcardinali e supracardinali sostituiscono gradualmente le vene postcardinali, che persistono come vene iliache comuni all'interno del bacino.
La formazione dell'IVC è un processo complesso, che può portare alla creazione di anomalie. Negli individui con altri difetti cardiovascolari, le anomalie dell'IVC sono state descritte più frequentemente. Le varianti più comuni sono la duplicazione dell'IVC e l'IVC sinistra. In una IVC duplicata, entrambe le vene supracardinali rimangono, una variante rara che colpisce lo 0,2-3% delle persone. La maggior parte di queste variazioni anatomiche sono asintomatiche, ma la loro identificazione è fondamentale per la corretta pianificazione di un'operazione complessa senza effetti collaterali. I sistemi ecografici sono utilizzati per identificare queste variazioni; tuttavia, altre tecniche con possibili effetti avversi, come la tomografia computerizzata (CT), che utilizza radiazioni ionizzanti, o costi più elevati, come la risonanza magnetica, sono preferite perché l'analisi ecografica è considerata dipendente dall'operatore.

## Applicazioni cliniche
Il diametro della IVC che l'indice di collassabilità possono essere utilizzati per stimare parametri specifici o identificare la gravità di una condizione patologica.

### Restrizione della Crescita Fetale
La restrizione della crescita fetale (FGR) è una condizione medica in cui il feto non cresce al ritmo previsto durante la gravidanza, aumentando il rischio di complicazioni e problemi di salute. La tecnica più comune per identificare la FGR è l'ecografia Doppler, ma la sua limitata capacità di distinguere tra condizioni patologiche e costituzionali ha portato alla ricerca di nuove tecniche. Uno studio su 176 donne in gravidanza ha rilevato che, con l'aumento della gravità della FGR, il diametro della IVC e dell'aorta diminuiva, suggerendo un'applicazione interessante delle scansioni US per determinare le dimensioni di questi vasi.

### Pressione Atriale Destra
La pressione del sangue nell'atrio destro del cuore è chiamata pressione atriale destra (RAP), legata al volume di sangue che ritorna al cuore e alla capacità del cuore di pompare il sangue nel sistema arterioso. La RAP è spesso misurata con metodi invasivi, ma nuove tecniche non invasive stanno emergendo per standardizzare questa valutazione. Le immagini ecografiche della IVC sono una tecnica non invasiva diffusa per misurare la RAP analizzando il diametro della IVC e le sue variazioni durante il ciclo respiratorio. Tuttavia, alcuni studi hanno suggerito una correlazione modesta tra la RAP misurata invasivamente e quella ottenuta tramite ecocardiografia, influenzata da vari fattori come la dipendenza dall'operatore. Algoritmi di segmentazione automatizzata possono offrire una valutazione affidabile delle dimensioni e dell'indice di collassabilità della IVC, migliorando l'accuratezza della stima della RAP.